# Grand Prix Formule 1 van Groot-Brittannië 1967
De Grand Prix Formule 1 van Groot-Brittannië 1967 werd gehouden op 15 juli op het circuit van Silverstone. Het was de zesde race van het seizoen.

## Uitslag
| Pos. | Nr. | Coureur         | Constructeur    | Rondes | Tijd / Oorzaak uitval | Grid | Punten |
| ---- | --- | --------------- | --------------- | ------ | --------------------- | ---- | ------ |
| 1    | 5   | Jim Clark       | Lotus-Ford      | 80     | 1:59:25.6             | 1    | 9      |
| 2    | 2   | Denny Hulme     | Brabham-Repco   | 80     | + 12.8                | 4    | 6      |
| 3    | 8   | Chris Amon      | Ferrari         | 80     | + 16.6                | 6    | 4      |
| 4    | 1   | Jack Brabham    | Brabham-Repco   | 80     | + 21.8                | 3    | 3      |
| 5    | 12  | Pedro Rodriguez | Cooper-Maserati | 79     | + 1 Ronde             | 9    | 2      |
| 6    | 7   | John Surtees    | Honda           | 78     | + 2 Rondes            | 7    | 1      |
| 7    | 15  | Chris Irwin     | BRM             | 77     | + 3 Rondes            | 13   |        |
| 8    | 20  | David Hobbs     | BRM             | 77     | + 3 Rondes            | 14   |        |
| 9    | 14  | Alan Rees       | Cooper-Maserati | 76     | + 4 Rondes            | 15   |        |
| 10   | 18  | Guy Ligier      | Brabham-Repco   | 76     | + 4 Rondes            | 21   |        |
| NF   | 19  | Bob Anderson    | Brabham-Climax  | 67     | Motor                 | 17   |        |
| NF   | 6   | Graham Hill     | Lotus-Ford      | 64     | Motor                 | 2    |        |
| NF   | 4   | Mike Spence     | BRM             | 44     | Ontsteking            | 11   |        |
| NF   | 9   | Dan Gurney      | Eagle-Weslake   | 34     | Koppeling             | 5    |        |
| NF   | 22  | Silvio Moser    | Cooper-ATS      | 29     | Oliedruk              | 20   |        |
| NF   | 11  | Jochen Rindt    | Cooper-Maserati | 26     | Motor                 | 8    |        |
| NF   | 3   | Jackie Stewart  | BRM             | 20     | Transmissie           | 12   |        |
| NF   | 10  | Bruce McLaren   | Eagle-Weslake   | 14     | Motor                 | 10   |        |
| NF   | 17  | Jo Siffert      | Cooper-Maserati | 10     | Motor                 | 18   |        |
| NF   | 23  | Jo Bonnier      | Cooper-Maserati | 0      | Motor                 | 19   |        |
| NS   | 16  | Piers Courage   | BRM             | 0      | Niet gestart          |      |        |

## Statistieken
| Pole-position | Jim Clark   | Lotus-Ford    | 1:25.3 |
| Snelste ronde | Denny Hulme | Brabham-Repco | 1:27.0 |

## Noot
- Dit was het debuut van de Britse coureur David Hobbs.
- Dit was de 25ste Grand Prix-start voor een Oostenrijkse coureur.
- Dit was de vijfde overwinning van de Grote Prijs van Groot-Brittannië voor Jim Clark; een verbetering van zijn record.

1926 · 1927 · 1948 · 1949 · 1950 · 1951 · 1952 · 1953 · 1954 · 1955 · 1956 · 1957 · 1958 · 1959 · 1960 · 1961 · 1962 · 1963 · 1964 · 1965 · 1966 · 1967 · 1968 · 1969 · 1970 · 1971 · 1972 · 1973 · 1974 · 1975 · 1976 · 1977 · 1978 · 1979 · 1980 · 1981 · 1982 · 1983 · 1984 · 1985 · 1986 · 1987 · 1988 · 1989 · 1990 · 1991 · 1992 · 1993 · 1994 · 1995 · 1996 · 1997 · 1998 · 1999 · 2000 · 2001 · 2002 · 2003 · 2004 · 2005 · 2006 · 2007 · 2008 · 2009 · 2010 · 2011 · 2012 · 2013 · 2014 · 2015 · 2016 · 2017 · 2018 · 2019 · 2020 · 2021 · 2022 · 2023 · 2024 · 2025 · 2026 · 2027 · 2028 · 2029 · 2030 · 2031 · 2032 · 2033 · 2034